# Władimir Boczkowski
Władimir Aleksandrowicz Boczkowski (ur. 28 czerwca 1923 w Tyraspolu, zm. 7 maja 1999 tamże) – radziecki wojskowy, generał porucznik wojsk pancernych, Bohater Związku Radzieckiego. Jeden z najsłynniejszych radzieckich czołgistów okresu II wojny światowej.

## Życiorys
Urodził się w rodzinie urzędniczej w Tyraspolu. Od czternastego roku życia żył w Ałupce na Krymie. Ukończył dziesięć klas.
W czerwcu 1941 r. został powołany do Armii Czerwonej. Został skierowany do szkoły czołgistów w Charkowie w 1942 r., naukę ukończył w stopniu porucznika w Czircziku w Uzbekistanie, dokąd ewakuowano szkołę. Od lipca tego roku walczył na froncie Briańskim, następnie na 1 Froncie Ukraińskim i 1 Froncie Białoruskim. W sierpniu 1942 r. był ciężko ranny. Brał udział w bitwie pod Prochorowką, następnie w walkach na Ukrainie, Mołdawii i w Polsce, w tym w wyzwalaniu Kołomyi i w operacji wiślańsko-odrzańskiej (m.in. wyzwalaniu Nowego Miasta nad Pilicą), później w operacji berlińskiej
26 kwietnia 1944 r. został odznaczony tytułem Bohatera Związku Radzieckiego, z równoczesnym wręczeniem Orderu Lenina i medalu Złota Gwiazda za wzorowe wykonanie zadań bojowych i męstwo w walce w rejonie wsi Romanowe w rejonie zbaraskim obecnego obwodu tarnopolskiego Ukrainy (gdzie jako zastępca dowódcy batalionu 1 Gwardyjskiej Brygady Czołgów forsował rzekę Terebnię), a także w walkach w rejonie Trembowli w marcu tego samego roku, wyzwolenie Czertkowa.
W 1954 r. ukończył Akademię Wojsk Pancernych, dziesięć lat później – Akademię Sztabu Generalnego. W 1980 r. odszedł do rezerwy w stopniu generała porucznika. Żył w Tyraspolu. Zmarł w 1999 i został pochowany na cmentarzu w Tyraspolu w Alei Sławy.
Jego syn Aleksandr został oficerem armii rosyjskiej.

## Ordery i odznaczenia
- Order Czerwonego Sztandaru,
- Order Czerwonej Gwiazdy (trzykrotnie),
- Order Suworowa III stopnia,
- Order Bohdana Chmielnickiego III stopnia,
- Order Wojny Ojczyźnianej I stopnia (dwukrotnie),
- Order „Za służbę Ojczyźnie w Siłach Zbrojnych ZSRR”[2],
- Medal „Za zasługi bojowe”,
- Medal „Za Odwagę”,
- Medal jubileuszowy „W upamiętnieniu 100-lecia urodzin Władimira Iljicza Lenina”,
- Medal „Za zwycięstwo nad Niemcami w Wielkiej Wojnie Ojczyźnianej 1941–1945”,
- Medal „Za wyzwolenie Warszawy”,
- Medal „Za zdobycie Berlina”,
- Medal „Weteran Sił Zbrojnych ZSRR”,
- Krzyż Komandorski Orderu Odrodzenia Polski i innymi odznaczeniami.

## Upamiętnienie
W 1970 władze miasta nadały mu godność honorowego obywatela Białogardu. W 1978 r. został honorowym obywatelem Tyraspola. W ten sam sposób uhonorowano go w Stroitielu i w Jakowlewie w obwodzie biełgorodzkim (w rejonie, gdzie walczył w bitwie pod Prochorowką). Był nadto honorowym obywatelem rejonu rezińskiego Mołdawii oraz Czortkowa i Kołomyi na Ukrainie. W 2003 r. jego imieniem nazwano zaułek, w którym znajduje się jego rodzinny dom w Tyraspolu, a na samym budynku umieszczono tablicę pamiątkową. Otrzymał też honorowe obywatelstwo Łodzi, Bolesławca, Nowego Miasta i województwa łódzkiego.